# Eliminatórias da Copa do Mundo FIFA de 2002 - Europa (Grupo 2)
O Grupo 2 das eliminatórias da Europa para a Copa do Mundo FIFA de 2002 era formado por Portugal, Irlanda, Países Baixos, Estônia, Chipre e Andorra. Portugal se classificou direto para Copa, e a Irlanda passou para a repescagem.

## Classificação
| Pos | Equipe        | Pts | J  | V | E | D  | GP | GC | SG  | Classificado                              |  | POR | IRL | NED | EST | CYP | AND |
| --- | ------------- | --- | -- | - | - | -- | -- | -- | --- | ----------------------------------------- |  | --- | --- | --- | --- | --- | --- |
| 1   | Portugal      | 24  | 10 | 7 | 3 | 0  | 33 | 7  | +26 | qualificadas para a Copa do Mundo de 2002 |  | —   | 1–1 | 2–2 | 5–0 | 6–0 | 3–0 |
| 2   | Irlanda       | 24  | 10 | 7 | 3 | 0  | 23 | 5  | +18 | qualificadas para a segunda fase          |  | 1–1 | —   | 1–0 | 2–0 | 4–0 | 3–1 |
| 3   | Países Baixos | 20  | 10 | 6 | 2 | 2  | 30 | 9  | +21 | Eliminado                                 |  | 0–2 | 2–2 | —   | 5–0 | 4–0 | 4–0 |
| 4   | Estónia       | 8   | 10 | 2 | 2 | 6  | 10 | 26 | −16 | Eliminado                                 |  | 1–3 | 0–2 | 2–4 | —   | 2–2 | 1–0 |
| 5   | Chipre        | 8   | 10 | 2 | 2 | 6  | 13 | 31 | −18 | Eliminado                                 |  | 1–3 | 0–4 | 0–4 | 2–2 | —   | 5–0 |
| 6   | Andorra       | 0   | 10 | 0 | 0 | 10 | 5  | 36 | −31 | Eliminado                                 |  | 1–7 | 0–3 | 0–5 | 1–2 | 2–3 | —   |

## Resultados

### Agosto/Setembro 2000
| 16 de agosto de 2000 | Estónia  | 1–0      | Andorra | Kadrioru Staadion, Tallinn        |
| 18:00 (UTC+2)        | Reim 66' | (Report) |         | Público: 1,600 Árbitro: YUG Arsić |

| 2 de setembro de 2000 | Andorra                 | 2–3      | Chipre                                         | Estadi Comunal, Andorra la Vella     |
| 17:30 (UTC+1)         | González 45' · Sola 52' | (Report) | Konstantinou 25' (pen.) 90' · Agathokleous 77' | Público: 600 Árbitro: UKR Yarmenchuk |

| 2 de setembro de 2000 | Países Baixos                   | 2–2      | Irlanda                        | Amsterdam ArenA, Amsterdã           |
| 20:30 (UTC+1)         | Talan 71' · van Bronckhorst 84' | (Report) | Robbie Keane 21' · McAteer 65' | Público: 45,000 Árbitro: SVK Micheľ |

| 3 de setembro de 2000 | Estónia  | 1–3      | Portugal                                | Kadrioru Staadion, Tallinn        |
| 17:00 (UTC+2)         | Oper 83' | (Report) | Rui Costa 14' · Figo 49' · Sá Pinto 57' | Público: 4,700 Árbitro: MLT Agius |

### Outubro/Novembro 2000
| 7 de outubro de 2000 | Andorra             | 1–2      | Estónia             | Estadi Comunal, Andorra la Vella |
| 16:00 (UTC+1)        | González 90' (pen.) | (Report) | Reim 55' · Oper 65' | Público: 650 Árbitro: ISR Kopen  |

| 7 de outubro de 2000 | Chipre | 0–4      | Países Baixos                                 | Estádio GSP, Nicósia                |
| 20:30 (UTC+2)        |        | (Report) | Seedorf 69' 78' · Overmars 82' · Kluivert 90' | Público: 10,250 Árbitro: ITA Cesari |

| 7 de outubro de 2000 | Portugal      | 1–1      | Irlanda     | Estádio da Luz, Lisboa                |
| 21:00 (UTC+0)        | Conceição 57' | (Report) | Holland 73' | Público: 43,500 Árbitro: BUL Ouzounov |

| 11 de outubro de 2000 | Irlanda                  | 2–0      | Estónia | Lansdowne Road, Dublin             |
| 19:30 (UTC+0)         | Kinsella 25' · Breen 51' | (Report) |         | Público: 34,962 Árbitro: NOR Hauge |

| 11 de outubro de 2000 | Países Baixos | 0–2      | Portugal                    | Estádio De Kuip, Roterdã          |
| 20:30 (UTC+1)         |               | (Report) | Conceição 11' · Pauleta 44' | Público: 44,620 Árbitro: ING Poll |

| 15 de novembro de 2000 | Chipre                                                                       | 5–0      | Andorra | Estádio Tsirion, Limassol            |
| 19:00 (UTC+2)          | Okkas 10', 18' · Agathokleous 43' · Christodoulou 73' · Spoljaric 90' (pen.) | (Report) |         | Público: 1,193 Árbitro: SWE Johanzon |

### Fevereiro/Março 2001
| 28 de fevereiro de 2001 | Portugal                  | 3–0      | Andorra | Estádio dos Barreiros, Funchal       |
| 21:00 (UTC+0)           | Figo 1' 49' · Pauleta 36' | (Report) |         | Público: 9,000 Árbitro: BEL Allaerts |

| 24 de março de 2001 | Chipre | 0–4      | Irlanda                               | Estádio GSP, Nicósia                     |
| 20:00 (UTC+2)       |        | (Report) | Keane 32' 88' · Harte 42' · Kelly 80' | Público: 8,854 Árbitro: BEL De Bleeckere |

| 24 de março de 2001 | Andorra | 0–5      | Países Baixos                                                          | Mini Estadi, Barcelona                |
| 20:30 (UTC+1)       |         | (Report) | Kluivert 9' · Hasselbaink 36' · van Hooijdonk 61' 70' · van Bommel 84' | Público: 3,823 Árbitro: CRO Trivkovic |

| 28 de março de 2001 | Andorra | 0–3      | Irlanda                               | Mini Estadi, Barcelona                |
| 18:30 (UTC+1)       |         | (Report) | Harte 33' · Kilbane 76' · Holland 80' | Público: 5,000 Árbitro: UKR Ishchenko |

| 28 de março de 2001 | Chipre                       | 2–2      | Estónia                   | Estádio Tsirion, Limassol            |
| 19:00 (UTC+2)       | Konstantinou 47' · Okkas 64' | (Report) | Kristal 76' · Piiroja 78' | Público: 3,000 Árbitro: POL Mikulski |

| 28 de março de 2001 | Portugal                 | 2–2      | Países Baixos                  | Estádio das Antas, Porto           |
| 21:00 (UTC+0)       | Pauleta 83' · Figo 90+3' | (Report) | Hasselbaink 18' · Kluivert 48' | Público: 42,164 Árbitro: SWI Meier |

### Abril 2001
| 25 de abril de 2001 | Irlanda                                | 3–1      | Andorra  | Lansdowne Road, Dublin                 |
| 19:00 (UTC+0)       | Kilbane 33' · Kinsella 36' · Breen 76' | (Report) | Sola 31' | Público: 35,000 Árbitro: ISL Jakobsson |

| 25 de abril de 2001 | Países Baixos                                                      | 4–0      | Chipre | Philips Stadion, Eindhoven            |
| 20:30 (UTC+1)       | Hasselbaink 29' · Overmars 35' · Kluivert 44' · van Nistelrooy 81' | (Report) |        | Público: 31,000 Árbitro: RUS Baskakov |

### Junho 2001
| 2 de junho de 2001 | Irlanda   | 1–1      | Portugal | Lansdowne Road, Dublin              |
| 15:00 (UTC+0)      | Keane 68' | (Report) | Figo 78' | Público: 35,000 Árbitro: DEN Fisker |

| 2 de junho de 2001 | Estónia                 | 2–4      | Países Baixos                                              | A. Le Coq Arena, Tallinn             |
| 19:00 (UTC+2)      | Oper 65' · Zelinski 78' | (Report) | Piiroja 78' (g.c.) · van Nistelrooy 86' 90' · Kluviert 89' | Público: 9,323 Árbitro: WAL Richards |

| 6 de junho de 2001 | Estónia | 0–2      | Irlanda                | A. Le Coq Arena, Tallinn            |
| 18:00 (UTC+2)      |         | (Report) | Dunne 8' · Holland 38' | Público: 8,000 Árbitro: ROM Salomir |

| 6 de junho de 2001 | Portugal                                                     | 6–0      | Chipre | Estádio José Alvalade, Lisboa       |
| 21:00 (UTC+0)      | Pauleta 36' 70' · Pedro Barbosa 55' 60' · João Pinto 76' 81' | (Report) |        | Público: 34,500 Árbitro: ITA Farina |

### Agosto/Setembro 2001
| 15 de agosto de 2001 | Estónia                    | 2–2      | Chipre               | A. Le Coq Arena, Tallinn           |
| 19:00 (UTC+2)        | Zelinski 51' · Novikov 86' | (Report) | Konstantinou 39' 69' | Público: 5,000 Árbitro: BLR Chykun |

| 1 de setembro de 2001 | Irlanda     | 1–0      | Países Baixos | Lansdowne Road, Dublin            |
| 15:00 (UTC+0)         | McAteer 68' | (Report) |               | Público: 35,400 Árbitro: ALE Krug |

| 1 de setembro de 2001 | Andorra    | 1–7      | Portugal                                                                 | Camp d'Esports, Lleida            |
| 22:00 (UTC+1)         | Alonso 42' | (Report) | Nuno Gomes 36' 40' 45' 90' · Pauleta 39' · Rui Jorge 45' · Conceição 58' | Público: 4,876 Árbitro: NOR Hauge |

| 5 de setembro de 2001 | Países Baixos                                                   | 5–0      | Estónia | Philips Stadion, Eindhoven            |
| 20:30 (UTC+1)         | Zenden 16' · van Bommel 26' 39' · Cocu 32' · van Nistelrooy 43' | (Report) |         | Público: 28,500 Árbitro: GRE Vassaras |

| 5 de setembro de 2001 | Chipre           | 1–3      | Portugal                                     | Estádio Antonis Papadopoulos, Larnaca |
| 20:30 (UTC+2)         | Konstantinou 25' | (Report) | Nuno Gomes 48' · Pauleta 48' · Conceição 71' | Público: 2,878 Árbitro: SWE Nilsson   |

### Outubro 2001
| 6 de outubro de 2001 | Portugal                                                     | 5–0      | Estónia | Estádio da Luz, Lisboa               |
| 18:00 (UTC+0)        | João Pinto 30' · Nuno Gomes 50' 65' · Pauleta 59' · Figo 80' | (Report) |         | Público: 77,000 Árbitro: ALE Strampe |

| 6 de outubro de 2001 | Irlanda                                        | 4–0      | Chipre | Lansdowne Road, Dublin                       |
| 18:00 (UTC+0)        | Harte 3' · Quinn 11' · Connoly 63' · Keane 67' | (Report) |        | Público: 35,000 Árbitro: ESP Ansuategui Roca |

| 6 de outubro de 2001 | Países Baixos                                                  | 4–0      | Andorra | GelreDome, Arnhem                    |
| 20:30 (UTC+1)        | van Hooijdonk 3' (pen.) · Seedorf 45' · van Nistelrooy 53' 89' | (Report) |         | Público: 20,000 Árbitro: TUR Erdemir |

## Artilharia
| 8 gol(o)s (1) - POR Pedro Pauleta 7 gol(o)s (1) - POR Nuno Gomes 6 gol(o)s (3) - CYP Michalis Konstantinou - NED Ruud van Nistelrooy - POR Luís Figo 4 gol(o)s (3) - IRL Roy Keane - NED Patrick Kluivert - POR Sérgio Conceição 3 gol(o)s (9) - CYP Ioannis Okkas - EST Andres Oper - NED Clarence Seedorf - NED Jimmy Floyd Hasselbaink - NED Mark van Bommel - NED Pierre van Hooijdonk - IRL Ian Harte - IRL Matt Holland - POR João Pinto | 2 gol(o)s (9) - AND Ildefons Lima Sola - CYP Marios Agathokleous - EST Indrek Zelinski - EST Martin Reim - IRL Gary Breen - IRL Jason McAteer - IRL Kevin Kilbane - IRL Mark Kinsella - NED Marc Overmars 1 gol(o) (21) - AND Emiliano González - AND Justo Ruíz González - AND Robert Alonso - CYP Marios Christodoulou - CYP Milenko Spoljaric - EST Jevgeni Novikov - EST Marko Kristal - EST Raio Piiroja - IRL David Connoly - IRL Gary Kelly - IRL Niall Quinn - IRL Richard Dunne | 1 gol(o) (continuação) - IRL Robbie Keane - NED Boudewijn Zenden - NED Giovanni van Bronckhorst - NED Jeffrey Talan - NED Phillip Cocu - POR Pedro Barbosa - POR Ricardo Sá Pinto - POR Rui Costa - POR Rui Jorge Gol contra (1) - EST Raio Piiroja (para os Países Baixos) |